# Gadiformes

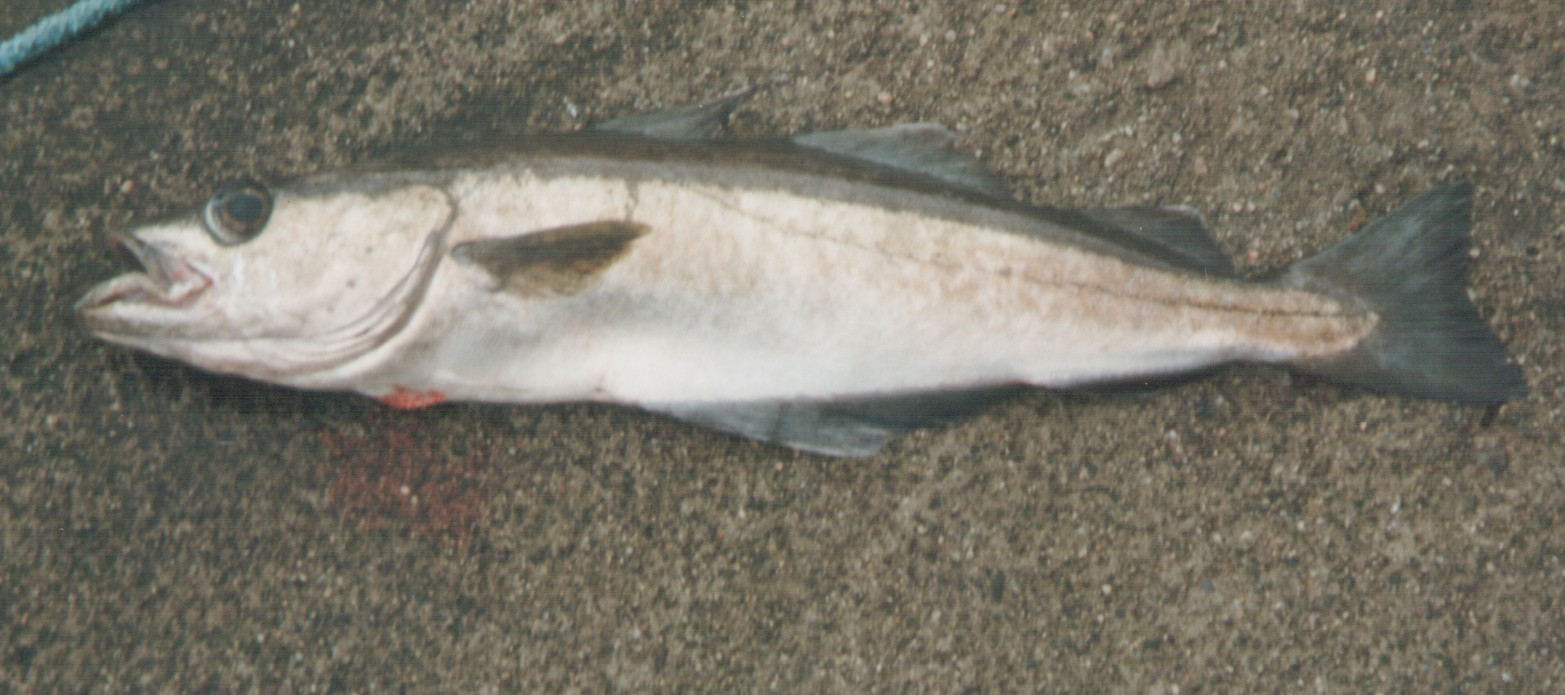
Pollachius pollachius

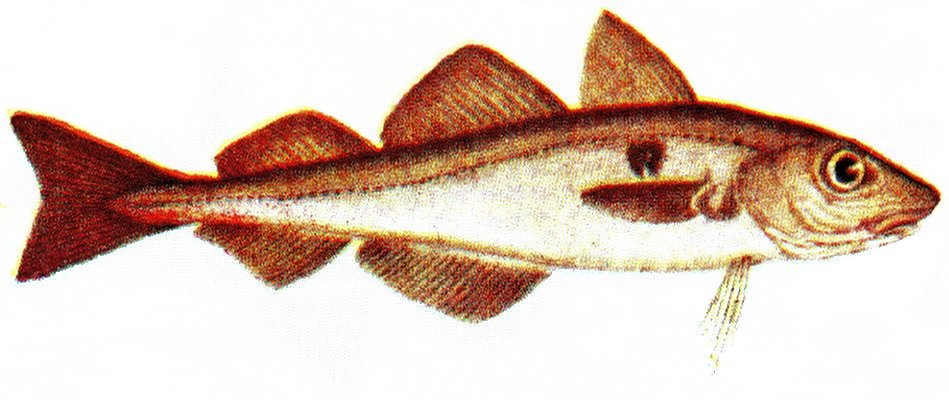
Melanogrammus aeglefinus

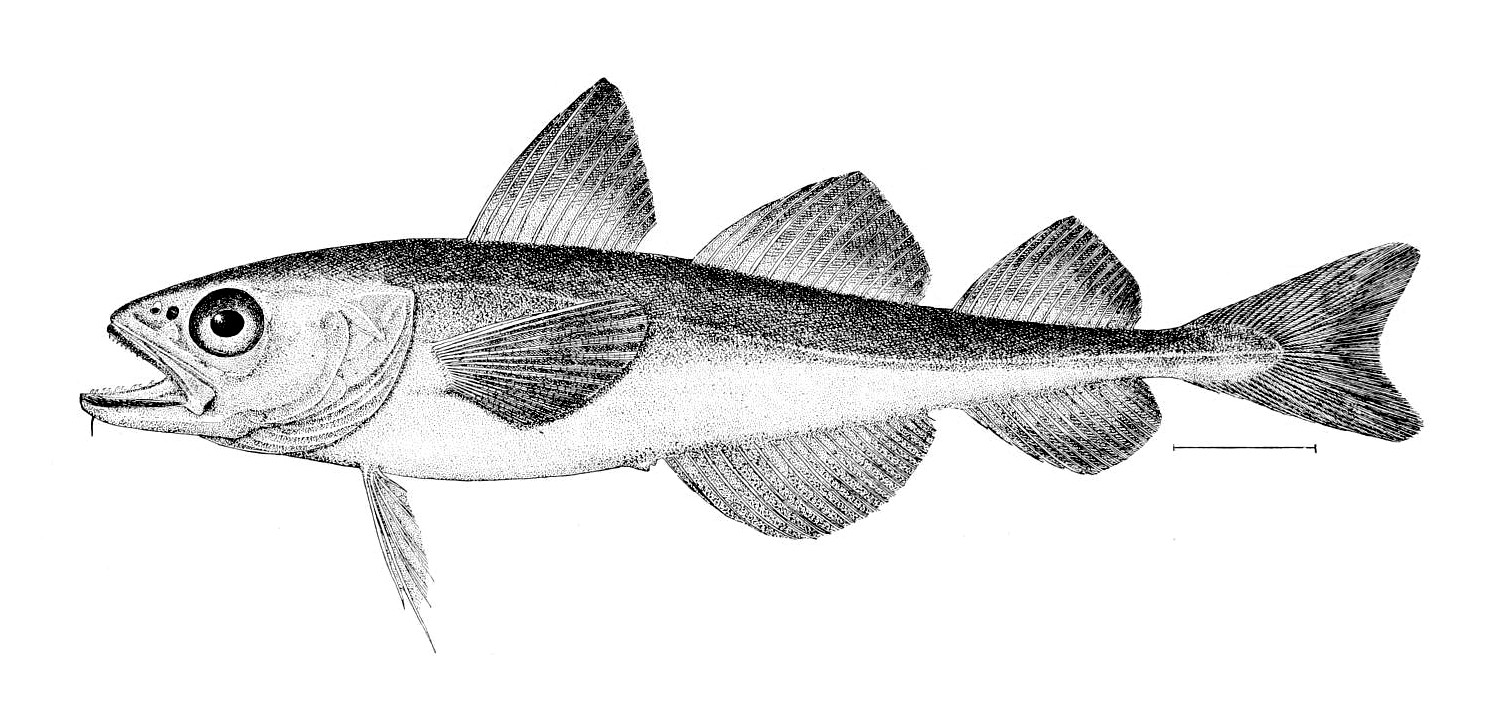
Boreogadus saida

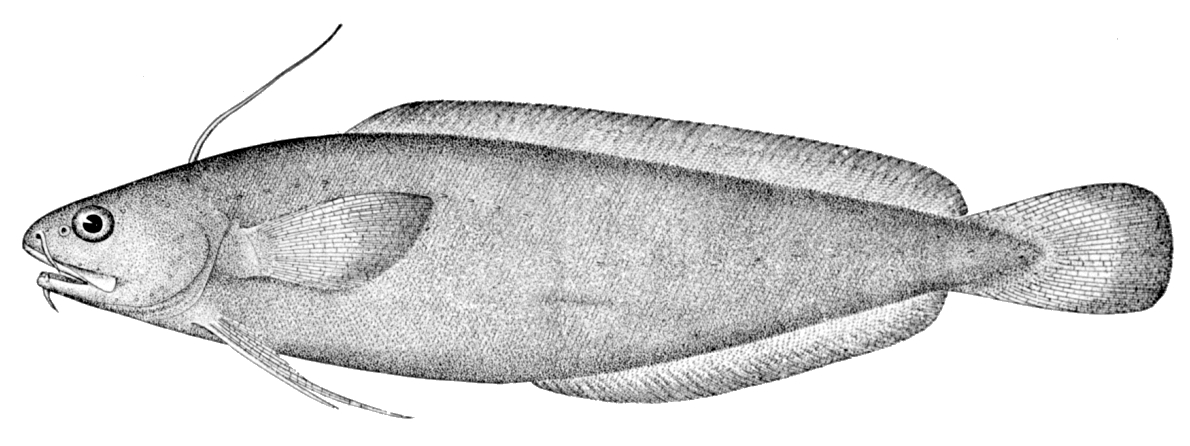
Gaidropsarus ensis

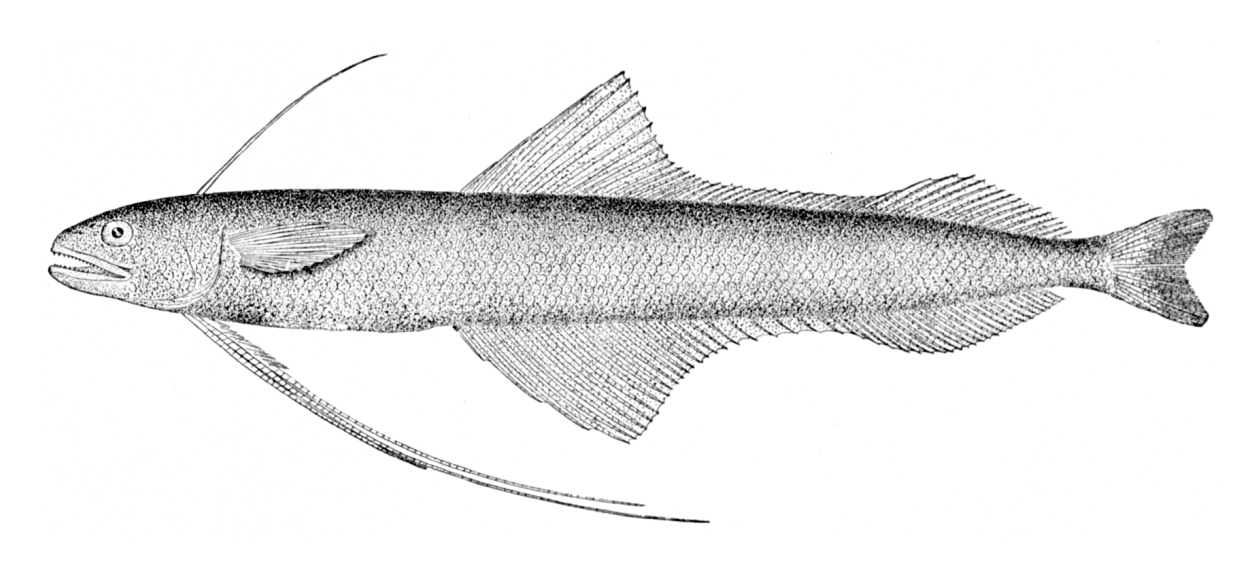
Bregmaceros atlanticus

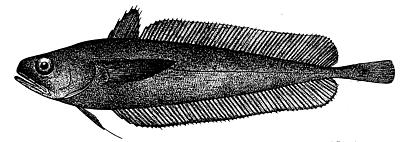
Gadella maraldi

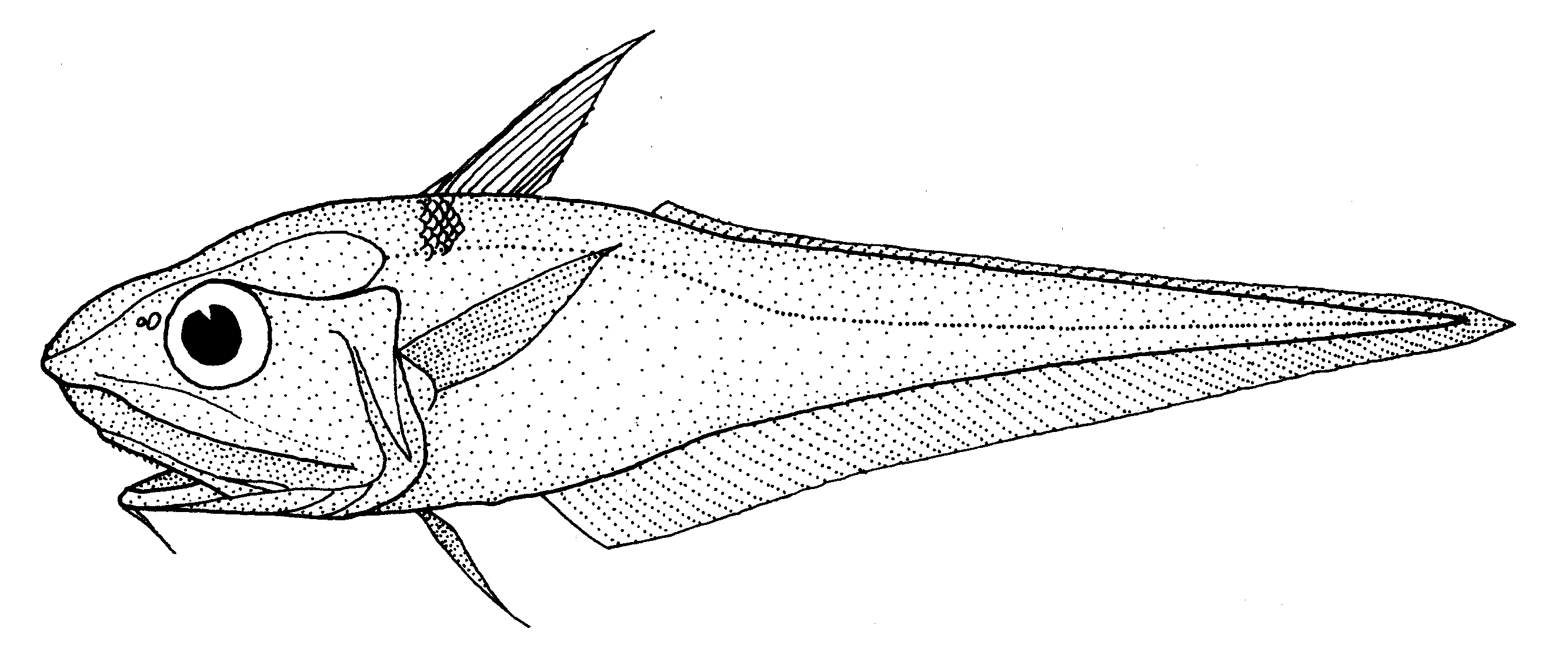
Coelorinchus matamua

Els gadiformes (Gadiformes) són un ordre de peixos actinopterigis agrupats en 10 famílies, 80 gèneres i al voltant de 500 espècies, entre les quals es destaquen el bacallà i el lluç pel seu gran interès comercial.

## Morfologia
Tenen un cos allargat format per escates petites i cicloides. Les aletes ventrals es troben abans de les pectorals. Les aletes estan formats per radis tous (tres de dorsals i dues d'anals, o bé dues de dorsals i una d'anal). Tant la darrera aleta dorsal com l'anal poden estar unides a l'aleta caudal. Sovint van proveïts de dos filaments que pengen de la mandíbula.

## Alimentació
Tenen una dieta carnívora.

## Hàbitat
Són, sobretot, espècies d'aigües profundes i d'alta mar però també n'hi ha d'aigua dolça.

## Distribució geogràfica
Apareixen a l'hemisferi nord.

## Classificació
La seva classificació taxonòmica és la següent:
- Bregmacerotidae
- Euclichthyidae
- Gadidae
- Lotidae
- Macrouridae
- Melanonidae
- Merlucciidae
- Moridae
- Muraenolepididae
- Phycidae[4][5][6]